# Lage Grindelwaldgletsjer
De Lage Grindelwaldgletsjer (Duits: Unterer Grindelwaldgletscher) is een gletsjer in Zwitserland oorspronkelijk uitkomend in het dal van Grindelwald.

## Ligging
De gletsjer start onder de Agassizhorn en gaat langs de oostkant van de Eiger. De gletsjer rukte sinds de kleine ijstijd op tot nabij het dorp. Vanuit de gletsjer werd vanaf 1863 ijs gewonnen als koelmiddel dat per trein via Interlaken werd getransporteerd. Rond 1900 werd het een toeristische trekpleister en werd veelvuldig vastgelegd door kunstschilders en fotografen. Sindsdien is Grindelwald een belangrijke toeristische bestemming. Door de klimaatsverandering heeft de gletsjer zich ver teruggetrokken.

## Gletsjerkloof
Bij het terugtrekken van de gletsjer is de gletsjerkloof begaanbaar geworden vanaf Hotel Gletscherschlucht, waar in de begintijd de veldkeuken voor de ijshouwers was. Een pad is aangebracht langs de kloof via bruggen en een uitgehakte tunnel richting de gletsjer. Nu de gletsjer tussen 1981 en 2014 met drie kilometer is teruggetrokken, is het begin niet meer via de kloof bereikbaar, en door instortingsgevaar niet benaderbaar. Tegen betaling is dit pad te betreden. In 2006 stortte een deel van de oostwand van de Eiser in de kloof, waarbij een stofwolk het dal introk. Sindsdien bevindt zich bij dat gedeelte een meertje. De gletsjer is zichtbaar vanaf berghut Bäregghütte die zich aan de andere zijde van de gletsjerkloof bevindt. Deze berghut is in 2006 gebouwd nadat de Stieregghütte uit 1952 die 100 meter lager lag in 2005 in de gletsjerkloof dreigde te storten en ontmanteld is.

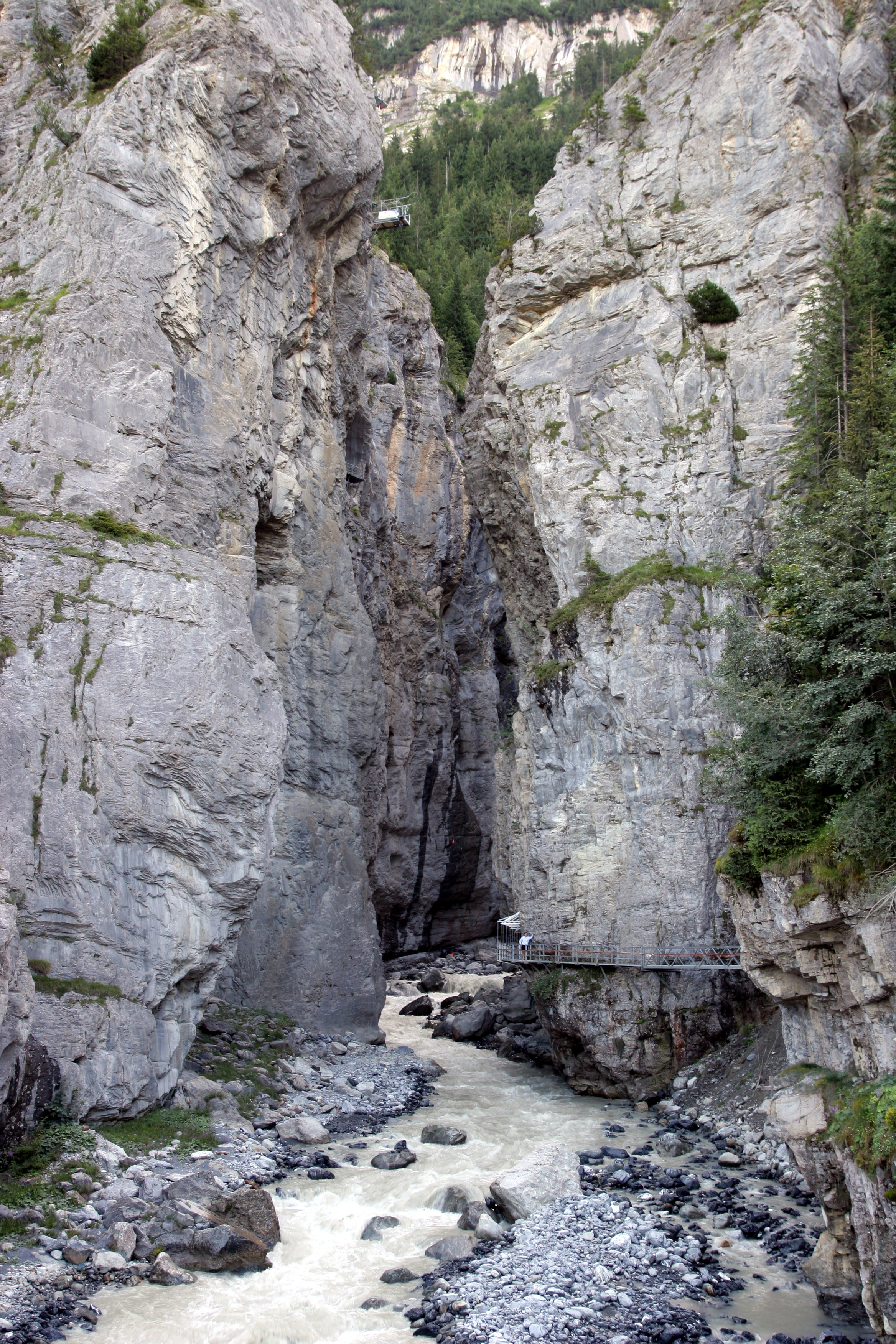
Begin  van de gletsjerkloof
- afkalving van gletsjerwand in de kloof

## Gletsjermeer
In 2005 is het gletsjermeer Grindelwald ontstaan door neerstortend steengruis dat op de gletsjer is terechtgekomen en de doorstroming belemmert. Het steen is op het ijs gekomen dat door deze bedekking bevroren blijft. Doordat het waterpeil van het meer steeds hoger werd, nam ook de druk hierop toe en ontstond de mogelijkheid dat het water via een doorgang in het ijs spontaan zou kunnen uitbreken dat tot overstromingen tot aan Interlaken zou kunnen leiden.

## Tunnel waterafvoer

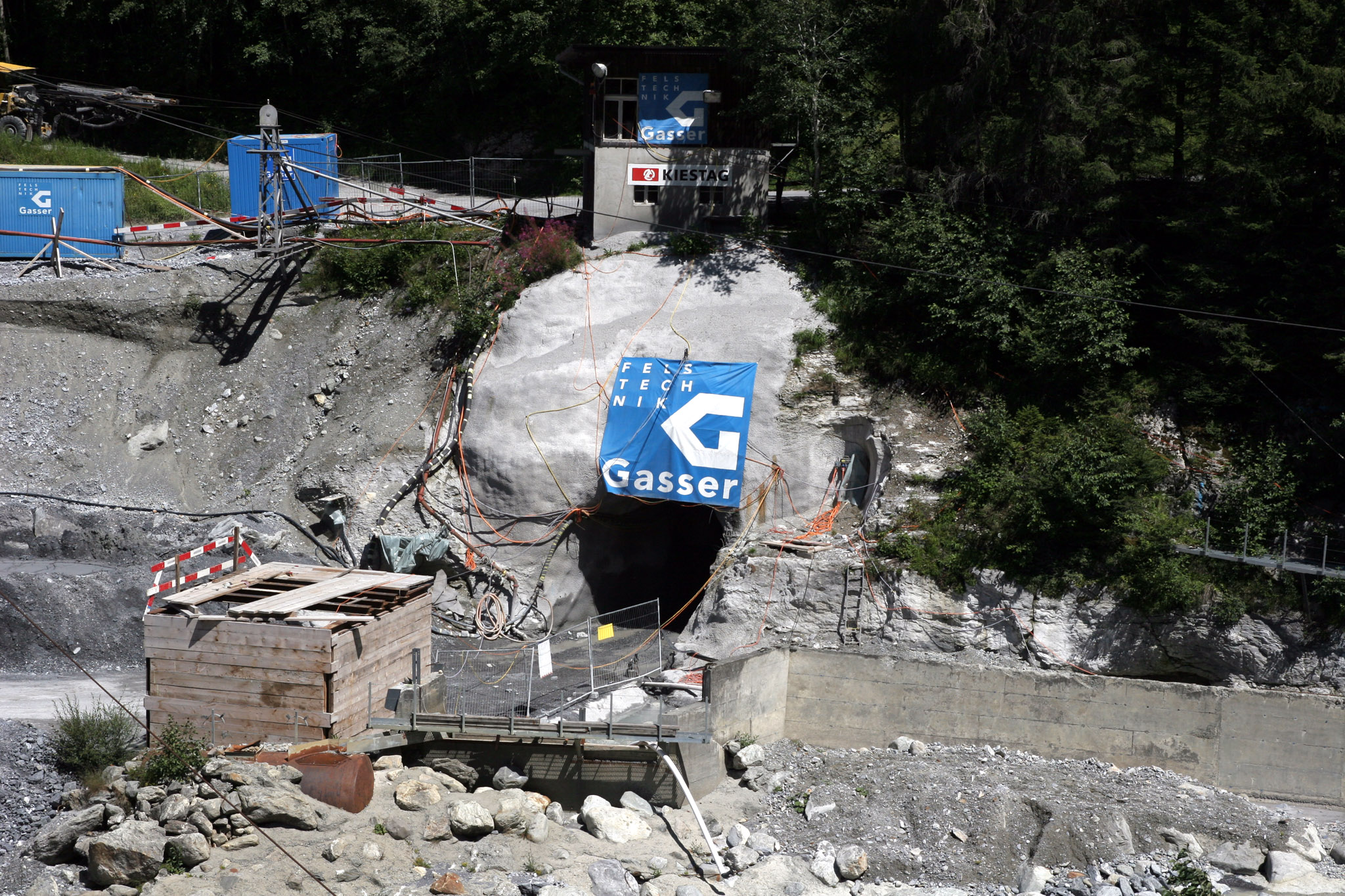
Tunnelingang in 2009

Om een overstroming te voorkomen is tussen 2009 en 2010 een twee kilometer lange werktunnel van 3,2 meter breed en 4,64 meter hoog aangelegd vanaf de ingang van de gletsjerkloof naar het gletsjermeer via de bergwand van Mättenberg. Via deze tunnel is een waterafvoer aangelegd dat het water vanuit het gletsjermeer 700 meter verder in de rivier laat stromen via een waterval op 110 meter hoogte.